# スタニスラフ・ロボツカ
- スタニスラフ・ロボツカ
- スタニスラフ・ロボトゥカ

スタニスラフ・ロボツカ（Stanislav Lobotka 、1994年11月25日 - ）は、スロバキア・トレンチーン県トレンチーン出身のプロサッカー選手。セリエA・ナポリ所属。スロバキア代表。ポジションはMF。

## 経歴

### クラブ
ASトレンチーンに入団後、2012年3月に国内リーグフォルトゥナ・リーガのFKデュクラ・バンスカー・ビストリツァ戦でプロデビュー。2013-14シーズンをローン移籍でヨング・アヤックスで過ごし、2014-15シーズンまでASトレンチーンでプレーした。
2015年8月30日、デンマーク・スーペルリーガのFCノアシェランと契約。2シーズンプレーし、中心選手として活躍した。
2017年7月15日、スペイン・プリメーラ・ディビシオンのセルタ・デ・ビーゴと2022年までの契約を締結。1年目の2017-15シーズンは、リーグ戦全38試合に出場し、トップリーグ残留に貢献した。
2020年1月15日、イタリア・セリエAのSSCナポリへ移籍することが発表された。2022-23シーズン、チームの33年振りとなるリーグ優勝に貢献した。

### 代表
2011年からユース世代のスロバキア代表に招集され、2016年11月11日の2018 FIFAワールドカップ・ヨーロッパ予選の対リトアニア戦で、フル代表デビュー。翌2017年9月4日の同じくワールドカップ予選の対イングランド戦で、代表戦初ゴールを決めた。

## タイトル

### クラブ
ASトレンチーン
- フォルトゥナ・リーガ：2014-15
- スロヴェンスキー・ポハール：2014-15

ナポリ
- コッパ・イタリア：2019-20
- セリエA：2022-23[9]

### 代表
スロバキア代表
- キングスカップ：2018[10][11]